# Carlus
Carlus település Franciaországban, Tarn megyében. Lakosainak száma 659 fő (2022. január 1.). Carlus Le Sequestre, Albi, Lamillarié, Poulan-Pouzols, Rouffiac és Saliès községekkel határos.

## Népesség
A település népességének változása:
| Lakosok száma | 674  | 677  | 707  | 678  | 673  | 669  | 663  | 661  | 659  |
|               | 2013 | 2015 | 2016 | 2017 | 2018 | 2019 | 2020 | 2021 | 2022 |